# ژیان‌مرغک زرین‌رخ
ژیان‌مرغک زرین‌رخ (نام علمی: Zimmerius chrysops) گونه‌ای از پرندگان وابسته به تیرهٔ ژیان‌مرغان (Tyrannidae) است که در کلمبیا، اکوادور، پرو و ونزوئلا یافت می‌شود.
زیستگاه‌های طبیعی آن جنگل‌های کوهستانی نمناک نیمه‌گرمسیری یا گرمسیری و جنگل‌های پیشین به شدت تخریب شده است. تا همین اواخر، این گونه دربردارندهٔ ژیان‌مرغک چوکو، ژیان‌مرغک کوپمن و ژیان‌مرغک لُجا به عنوان زیرگونه بود.